# إسفنجيات جيرية
الإسفنجيات الجيرية أو الكلسيات (الاسم العلمي: Calcarea)، هو طائفة من الإسفنجيات. تتميز شويكاتها بأنها مكونة من كربونات الكالسيوم. وتحتوي على إثنتان من تحت طائفة وثمانية رُتب.